# Kureika (Fluss)
Die Kureika (russisch Курейка, wiss. Transliteration Kurejka) ist ein etwa 888 km langer rechter Nebenfluss des Jenissei in der russischen Region Krasnojarsk.

## Verlauf
Die Kureika entspringt etwa 205 km nördlich des nördlichen Polarkreises auf dem Putoranaplateau, dem Zentralteil des Putoranagebirges, das den Nordwestteil des Mittelsibirischen Berglands darstellt. In ihrem Ober- und Mittellauf fließt sie durch die südlichen und südwestlichen Gebirgsteile – ausschließlich durch unbesiedeltes Gebiet. Anfangs verläuft sie südwärts zum Einfluss des durch den Jadunsee fließenden Jadun und danach in nordnordwestlicher Richtung, wobei sie etwas später durch den langgestreckten Anamasee verläuft. Einiges weiter nördlich fällt ihr Wasser über den etwa 13 m hohen Großen Kureika-Wasserfall (⊙).
Etwas weiter nördlich knickt die Kureika, beim Zufluss des Jagtali, nach Westen ab und durchfließt den ebenfalls langgestreckten Djupkunsee, der im Flusstal nach Südwesten abknickt. Im See wird der Fluss von vielen Gebirgsbächen mit Wasserfällen gespeist, darunter ist auch jener des Talnikowy-Wasserfalls. Einiges weiter südwestlich fließt er durch den buchten- und inselreichen Kureikastausee, dessen Staudamm bei Swetlogorsk steht. In dieser Region geht das Putoranagebirge in die Ostausläufer des Westsibirischen Tieflands über.
Etwa 100 km unterhalb des Stausees, nachdem sie den nördlichen Polarkreis südwestwärts fließend überquert hat, mündet die Kureika auf nur noch 3 m Höhe in den Jenissei, der 863 Flusskilometer weiter flussabwärts in die Karasee (Nordpolarmeer) fließt; ihrer Mündung westlich gegenüber liegt das Dorf Kureika.

## Hydrographie und Schiffbarkeit
Das Einzugsgebiet der Kureika umfasst 44.700 km², ihr mittlerer Abfluss (MQ) liegt bei 664 m³/s. Der Fluss hat viele Stromschnellen und zudem auch Wasserfälle, wie zum Beispiel den bereits erwähnten Großen Kureika-Wasserfall. Er ist unterhalb des Kureikastausees bis zu seiner Mündung und im Stauseebereich schiffbar.

## Eisgang und Hochwasser
Die Kureika ist alljährlich etwa von Mitte Oktober bis Ende Mai von Eis bedeckt. Wenn danach der Permafrostboden der Region antaut und Eis und Schnee schmelzen, werden große Landstriche der Flussufer von starken Hochwassern heimgesucht.